# Simandre-sur-Suran
Simandre-sur-Suran település Franciaországban, Ain megyében. Lakosainak száma 664 fő (2022. január 1.). Simandre-sur-Suran Corveissiat, Drom, Grand-Corent, Villereversure, Val-Revermont és Nivigne et Suran községekkel határos.

## Népesség
A település népessége az elmúlt években az alábbi módon változott:
| Lakosok száma | 445  | 500  | 574  | 652  | 694  | 683  | 671  | 661  | 659  | 664  |
|               | 1968 | 1982 | 1990 | 2006 | 2013 | 2015 | 2017 | 2019 | 2020 | 2022 |